# Over the Edge (1999)
Pour les articles homonymes, voir Over the Edge.
L'édition 1999 de WWF Over the Edge est une manifestation de catch professionnel télédiffusée et visible uniquement en paiement à la séance. L'événement, produit par la World Wrestling Federation (WWF), a eu lieu le 23 mai 1999 dans la salle omnisports Kemper Arena à Kansas City, dans le Missouri. Il s'agit de la deuxième et dernière édition d'Over the Edge. The Undertaker est la vedette de l'affiche officielle.
Ce pay-per-view est plus connu dans le monde pour la mort accidentelle du catcheur Owen Hart. Il devait affronter The Godfather dans un match simple pour le WWF Intercontinental Championship. En tant que Blue Blazer, son gimmick de super-héros, il effectue son entrée depuis le toit du stade grâce à une tyrolienne. Cependant, un problème de harnais survient, le faisant ainsi tomber à l'intérieur du ring d'une hauteur de 24 mètres,. Il est transporté d'urgence à l'hôpital de Kansas City, mais décède.
En outre, la WWF fut sévèrement critiquée à la suite de sa décision de continuer le show après l'incident du catcheur canadien.

## Contexte
Les spectacles de la World Wrestling Federation en paiement à la séance sont constitués de matchs aux résultats prédéterminés par les scénaristes de la WWF. Ces rencontres sont justifiées par des storylines - une rivalité avec un catcheur, la plupart du temps - ou par des qualifications survenues dans les émissions de la WWF telles que Raw is War, SmackDown! et Sunday Night Heat,. Tous les catcheurs possèdent un gimmick, c'est-à-dire qu'ils incarnent un personnage gentil ou méchant, qui évolue au fil des rencontres. Un pay-per-view comme Over the Edge est donc un événement tournant pour les différentes storylines en cours,.

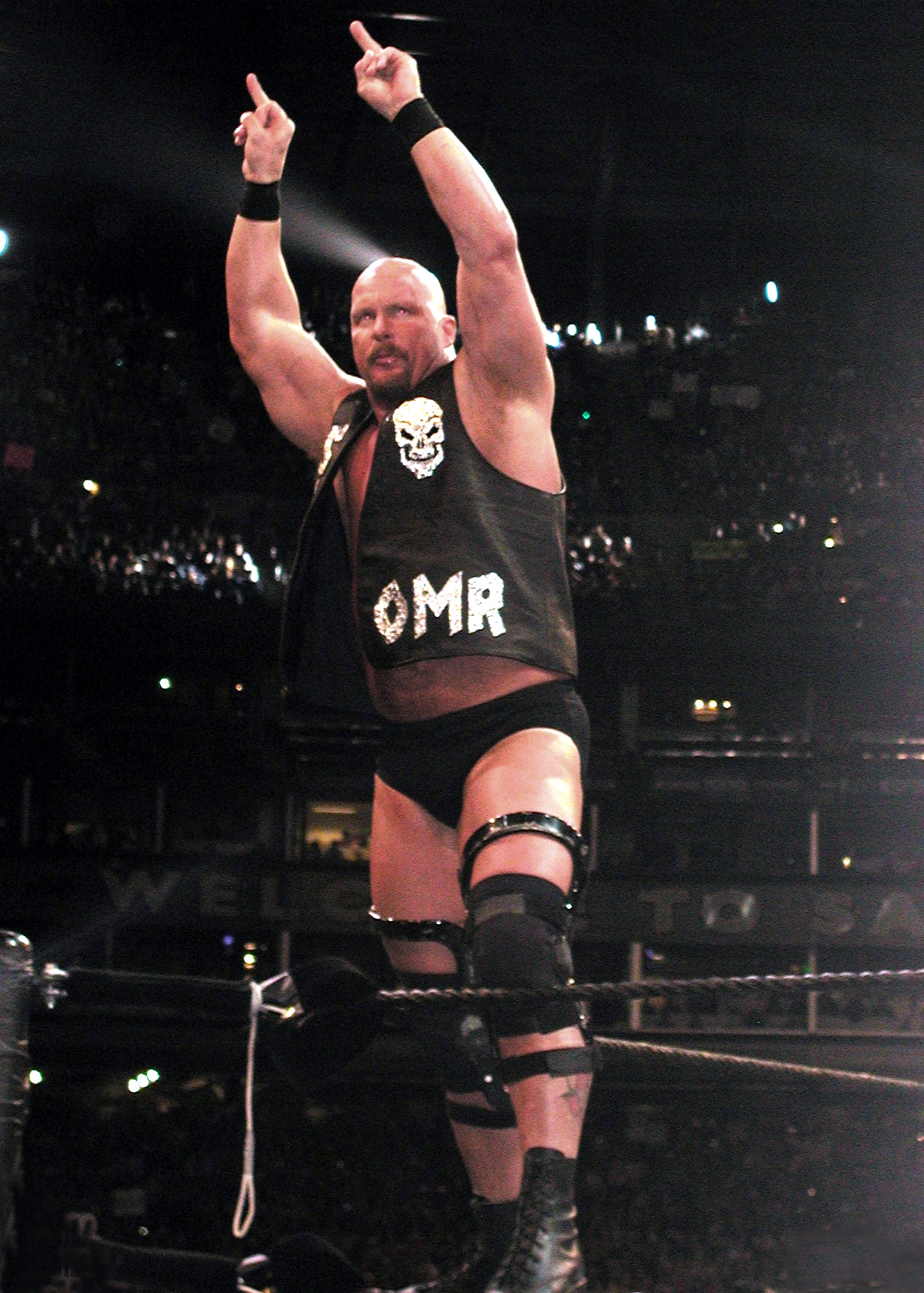
Steve Austin est le Champion de la WWF en titre lors de Over the Edge.

L'histoire principale à Over the Edge est dans la continuité des évènements qui se sont déroulés à Backlash, le précédent pay-per-view de la WWF, tenu le 25 avril 1999. The Undertaker a alors enlevé Stephanie McMahon, la fille du président Vince McMahon. Le prix de The Undertaker pour le retour de Stephanie est le contrôle sur l'organisation des matchs. Ses plans ont cependant été contrecarrés par le Champion de la WWF, Steve Austin, qui a sauvé Stephanie et refusé la rançon.
Ce développement de l'intrigue a entraîné une rivalité entre les deux lutteurs, qui doit se régler dans un match simple pour le Championnat à Over the Edge, dans lequel les McMahon père et fils, Vince et Shane, qui soutient The Undertaker, seront les arbitres invités. À l'origine Shane s'était nommé lui-même arbitre unique du match, mais le commissaire de la WWF Shawn Michaels fait de Vince le coarbitre en vue de niveler le terrain. La WWF développe ensuite davantage la rivalité entre The Undertaker et Austin en les faisant s'attaquer l'un l'autre lors des programmes de la WWF, avant leur rencontre. Le 3 mai 1999, The Undertaker jette Austin hors du ring, et deux semaines plus tard, le champion de la WWF menotte son prétendant au titre à un crucifix, qui a été soulevé au-dessus du ring,.
Une autre rivalité créée pour Over the Edge implique Triple H et The Rock, qui se rencontreront dans un match simple lors de la soirée. Triple H a interféré dans un des matchs de The Rock, avant de le sortir de la salle. The Rock aurait alors été blessé au bras (scénaristiquement) qui devait rester plâtré. Shane, alors copropriétaire de la WWF et allié de Triple H, handicape The Rock pour le match en lui interdisant de porter le plâtre pour Over the Edge.
La préparation du pay-per-view présente aussi la naissance d'une rivalité entre deux stables, des clans d'au moins trois catcheurs. Les deux groupes sont la Corporate Ministry et l'Union. The Corporate Ministry est créée quand The Corporation fusionne avec Ministry of Darkness ; elle est composée de Viscera, The Big Boss Man et The Acolytes Bradshaw et Faarooq,. Durant tout le mois de mai, the Ministry est impliqué dans des matchs avec Mankind, Ken Shamrock, The Big Show et Test, et comme réponse, ils forment The Union. La WWF continue d'alimenter la rivalité durant plusieurs semaines, incluant une bagarre générale entre les huit catcheurs le 10 mai 1999. Les événements mènent à l'annonce d'un 8-man elimination tag team match entre les deux groupes à Over the Edge. Dans ce match, l'équipe qui élimine tous ses opposants gagne.
D'autres rivalités moins promues ont néanmoins des matchs pour Over the Edge, comme Mr. Ass contre Road Dogg et The Blue Blazer contre le WWF Intercontinental Champion The Godfather pour le titre, dans des matchs sans stipulation. Mark Henry et D'Lo Brown contre les WWF Tag Team Champions Kane et X-Pac dans un tag team match pour les ceintures, Hardcore Holly contre Al Snow dans un match hardcore simple, et un mixed tag team match impliquant Val Venis et Nicole Bass face à Jeff Jarrett et Debra sont également annoncés.

## Déroulement
Avant que le show ne débute, un épisode de Sunday Night Heat a lieu en direct sur le réseau USA Network. Il y eut ainsi plusieurs matchs, dont un match simple, où Meat défait Brian Christopher, un match par équipe qui voit la victoire des Hardy Boyz (Matt Hardy et Jeff Hardy) face à Goldust et The Blue Meanie. Mais également Vince McMahon qui affronte Mideon dans un match simple qui se termine en no contest, puisque la Corporate Ministry attaque Vince et lui casse la cheville afin qu'il ne puisse pas arbitrer le main event,.

### Matchs préliminaires
Après Sunday Night Heat, le pay-per-view débute avec un match par équipe, dans lequel les champions par équipe de la WWF, Kane et X-Pac, défendent leur titre face à Mark Henry et  D'Lo Brown. Un match que Kane et X-Pac remportent après un Chokeslam de Kane sur Mark Henry, conservant ainsi les titres par équipe WWF. Le match suivant est un match sans disqualification ni décompte extérieur, lequel voit s'affronter le WWF Hardcore Champion de l'époque, Al Snow, et Hardcore Holly, un match évidemment pour le titre Hardcore. Un affrontement qui se déroule en dehors du ring un moment, avant de se passer dans les coulisses, pour se terminer sur le ring. Le match est remporté par Al Snow, après que ce dernier a fait passer Hardcore Holly à travers une table en bois, il conserve son titre de WWF Hardcore Champion. Puis, le match suivant voit l'opposition entre l'Intercontinental Champion, The Godftather et The Blue Blazer (alias Owen Hart) dans un match simple.
Hart a prévu de descendre depuis le haut de l'arène, mais l'installation lâche et il tombe. Des ambulanciers l'amènent le plus vite possible à l'hôpital, mais il est déclaré mort dès son arrivée à ce dernier. Le show est interrompu durant 15 minutes, avant que les dirigeants de la WWF décident que le show reprenne son cours, continuant sur le match suivant. C'est un Mixed Tag Team Match avec Jeff Jarett et Debra opposés à Val Venis et Nicole Bass. Dans un premier temps, Jarett prend une guitare et tente de frapper Bass avec cette arme, mais Venis intervient et lui prend sa guitare, attrape Jarett par derrière et il l'envoie dans la guitare, il tente le tombé et c'est ainsi que l'équipe Val Venis / Nicole Bass remporte le match. Enfin, dans le quatrième match, Mr. Ass défait son partenaire d'équipe, Road Dogg, après l'avoir frappé avec le marteau de la cloche.

### Main events
Le cinquième match est le  8-man Elimination Tag Team Match entre The Union et The Corporate Ministry. Test est éliminé par tombé après une Clothesline From Hell de Bradshaw. Celui-ci est éliminé par soumission sur un Ankle lock de Ken Shamrock. Peu après, Shamrock est disqualifié pour avoir attaqué l'arbitre, puis, Farooq subit un Chokeslam du Big Show et est éliminé par tombé. Il ne reste qu'un seul membre de chaque équipe après que Viscera et The Big Show sont décomptés à l'extérieur, dans l'incapacité tous deux de revenir sur le ring. The Union gagne le match quand Mankind force The Big Boss Man à se soumettre au Mandible claw. Le dernier match avant le main event est un match simple entre Triple H et The Rock. Dans les derniers moments du match, Triple H demande alors à Chyna, son valet, de lui apporter une chaise. Toutefois, l'arbitre s'en empare, ce qui mène à une dispute entre lui et Triple H, qui finit par pousser l'arbitre. Celui-ci disqualifie donc Triple H pour son geste, donnant la victoire à The Rock. Après le match, Mankind accourt pour sauver The Rock de Triple H et Chyna.
Le Main-event est un match simple dans lequel le Champion de la WWF Steve Austin défend son titre contre The Undertaker. Originellement, Shane et Vince McMahon devaient être les guest referees (arbitres) du match, mais en raison des storylines de la soirée, Pat Patterson, un complice de Vince McMahon, remplace ce dernier. En effet, Mr.McMahon avait la cheville cassée (kayfabe) plus tôt dans le show, afin que Shane ne puisse pas aider the Undertaker. Cependant, Patterson n'a pas pu arbitrer toute la rencontre puisqu'il subit un Chokeslam de l'Undertaker. The Undertaker et Austin continuèrent donc à lutter jusqu'à ce qu'Austin frappe la tête de son adversaire avec une chaise. Alors qu'Austin tentait le tombé sur The Undertaker, Gerald Brisco, un autre complice de Vince, vient sur le ring pour remplacer Patterson et officialiser la tentative de tombé d'Austin. Une fois encore, Undertaker attaque l'arbitre, qui se trouve être Brisco, et il n'a pas pu arbitrer la fin du match. Vince vient donc alors comme remplaçant de l'arbitre malgré sa blessure, mais au moment où Austin exécute son Stunner sur the Undertaker, Shane l'empêche de faire le décompte de trois. Alors que Vince et Shane se disputent, Austin se relève et se met face à Vince jusqu'à ce que Shane pousse Vince sur Austin, qui tombe, permettant à the Undertaker de faire un roll-up, que Shane décompte vite pour lui accorder la victoire et par ailleurs le titre de la WWF,.

### Accident d'Owen Hart
« Ceci ne fait pas partie du divertissement présenté ici ce soir. Ceci est aussi vrai qu'il puisse être. »

— Jim Ross, commentateur de l'évènement.
Quand Owen Hart prend part à son match, l'opposant au Godfather pour le WWF Intercontinental Championship, il se bat sous l'identité de The Blue Blazer. Le gimmick veut que le personnage soit un super-héros qui aime parodier plusieurs catcheurs. À Over the Edge, Owen Hart veut en réalité copier l'entrée du catcheur de la World Championship Wrestling (WCW), Sting, en descendant du haut de la salle directement vers le ring (une tyrolienne),. L'entrée a été testée, avec succès, au préalable lors de l'édition de Sunday Night Heat du 15 novembre 1998. Malheureusement, lors de la descente, le câble de sécurité de son harnais se détache ce qui provoque sa chute de 21 mètres. Il tombe directement sur les cordes avant de tomber sur le ring. L'accident n'est pas enregistré par les caméras, il n'est donc pas visible à la télévision. Une interview d'avant-match est montrée lors du début de la descente d'Owen, et lorsque les caméras reviennent en direct, elles se détournent rapidement de l'incident (dans les commentaires espagnols, on entend un bruit sourd en bruit de fond, cela correspond à la chute d'Owen sur les cordes puis sur le ring). Après cela, Jim Ross, l'un des commentateurs de l'évènement, informe les téléspectateurs de la chute d'Owen depuis le haut de l'arène, il annonce clairement que cela ne fait pas partie du show et que c'est une situation réelle. Une ambulance entre dans la salle près du ring, et les ambulanciers commencent un massage cardiaque, mais cela n'a aucun effet. Ils emmènent Hart sur une civière, ils le font entrer dans l'ambulance et s'en vont vers l'hôpital de Kansas City.

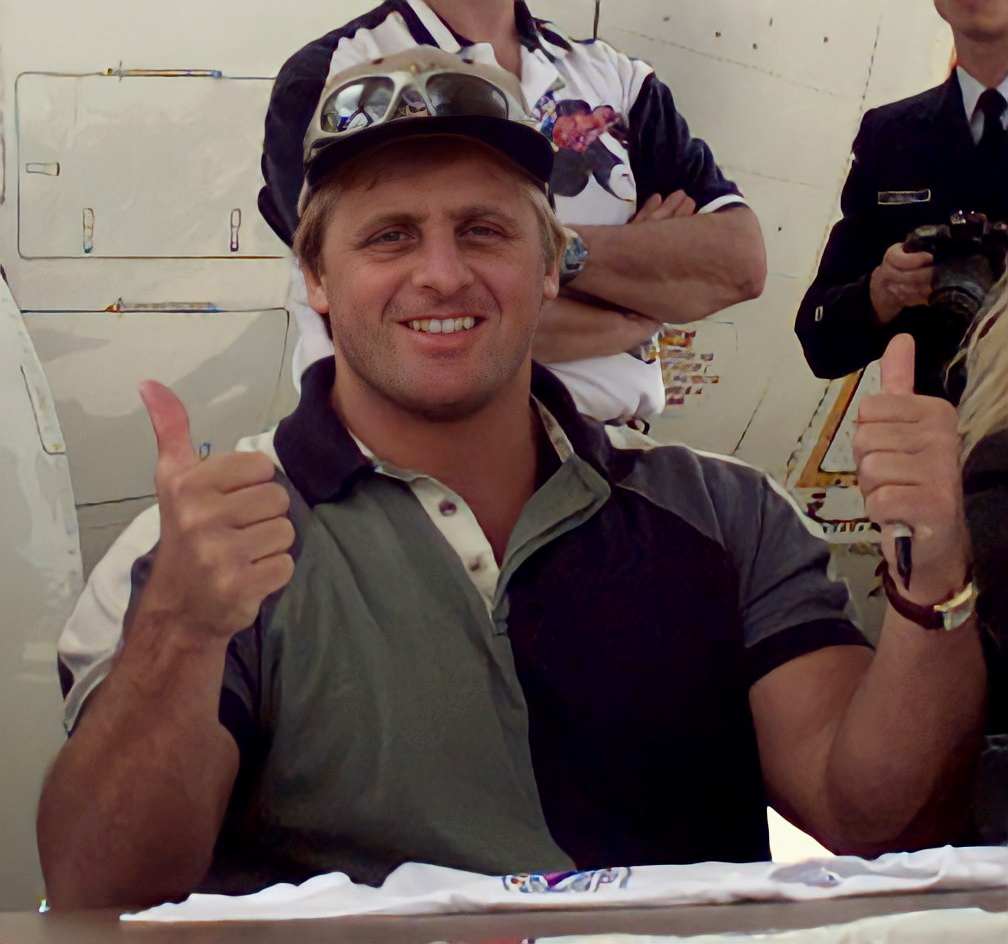
Owen Hart, qui chuta lors dOver the Edge avant son match pour le titre Intercontinental contre le Godfather.

Après cet incident, le show est interrompu environ 15 minutes, et c'est alors que Vince McMahon et l'équipe des officiels de la WWF décident de reprendre le cours du pay-per-view. Plusieurs partenaires, confrères de Owen Hart, ainsi que plusieurs autres catcheurs, se montrent affectés par son accident, mais ils continuent à faire leur travail, le catch,. Pour le reste du show, un trou dans le coin inférieur droit du ring est visible, il s'agit en réalité de l'endroit où se trouve une flaque de sang, celui de Owen Hart, on peut voir ce trou plusieurs fois lors de l'émission. Enfin, une heure après le redémarrage du show (après les 15 minutes d'interruption), Jim Ross annonce en direct la mort d'Owen Hart à l'âge de 34 ans, dans un hôpital proche. Les fans présents à Over the Edge n'ont pas les informations au sujet de sa mort, ainsi ils ne prennent pas connaissance de sa mort lors du show. Nous pouvons citer :

« Mesdames et messieurs, plus tôt dans la soirée, ici à Kansas City, une tragédie a bouleversé toute la World Wrestling Federation ainsi que chacun d'entre nous. Owen Hart devait faire une entrée depuis le toit et il a chuté depuis le toit. J'ai la malheureuse responsabilité de vous annoncer qu'Owen Hart est décédé à la suite de l'accident de ce soir. »

— Jim Ross, commentateur de l'évènement, informant les téléspectateurs de la mort d'Owen Hart.

## Résultats
| #                                                           | Matchs | Stipulations                                                                                    | Durée |
| ----------------------------------------------------------- | --- | ----------------------------------------------------------------------------------------------- | ----- |
| Heat                                                        | Meat déf. Brian Christopher. | Match simple                                                                                    | N/A   |
| Heat                                                        | The Hardy Boyz (Matt et Jeff) déf. Goldust et The Blue Meanie                                                                                          | Tag team match                                                                                  | N/A   |
| Heat                                                        | Vince McMahon a combattu Mideon pour un "No Contest"                                                                                                   | Match simple                                                                                    | N/A   |
| 1                                                           | Kane et X-Pac (c) déf. D'Lo Brown et Mark Henry (avec Ivory)                                                                                           | Match par équipe pour le WWF Tag Team Championship                                              | 14:44 |
| 2                                                           | Al Snow (c) déf. Hardcore Holly | Match Hardcore simple pour le WWF Hardcore Championship                                         | 12:53 |
| 3                                                           | Val Venis et Nicole Bass déf. Jeff Jarrett et Debra | Mixed tag team match                                                                            | 06:07 |
| 4                                                           | Mr. Ass déf. Road Dogg | Match simple                                                                                    | 11:14 |
| 5                                                           | The Union (Mankind, The Big Show, Test et Ken Shamrock) déf. the Corporate Ministry (Viscera, The Big Bossman et The Acolytes [ Faarooq et Bradshaw ]) | 8 man-elimination tag team match                                                                | 14:58 |
| 6                                                           | The Rock déf. Triple H (avec Chyna) par disqualification                                                                                               | Match simple                                                                                    | 11:41 |
| 7                                                           | The Undertaker (avec Paul Bearer) déf. Steve Austin (c)                                                                                                | Match simple pour le WWF Championship avec Vince McMahon & Shane McMahon pour arbitres spéciaux | 22:58 |
| (c) - désigne le champion défendant son titre dans le match | |                                                                                                 |       |

## Répercussions sur les pay-per-view suivants
| Rôle              | Nom                        |
| ----------------- | -------------------------- |
| Commentateurs     | Jim Ross                   |
| Commentateurs     | Jerry Lawler               |
| Commentateurs     | Carlos Cabrera (Espagnol)  |
| Commentateurs     | Hugo Savinovich (Espagnol) |
| Interviewers      | Michael Cole               |
| Interviewers      | Kevin Kelly                |
| Annonceur du ring | Howard Finkel              |
| Arbitres          | Tim White                  |
| Arbitres          | Earl Hebner                |
| Arbitres          | Mike Chioda                |

Après le show, en réponse à la mort d'Owen Hart, la WWF décide d'annuler les futures éditions d’Over the Edge en pay-per-view, et ils annulent aussi quatre House Show au Canada et un dans l'Illinois,. Les informations au sujet d'Over the Edge de la part de la WWF (désormais WWE) sont clairsemées car l'évènement n'a jamais été produit en VHS ou en DVD en raison de la mort d'Owen Hart. Cependant, Le PPV est disponible sur le WWE Network sans montrer l'accident mais le mentionnant au début du show avec inscrit "Ce show est en l'honneur d'Owen Hart, décédé durant l'enregistrement".Le 24 mai 1999, le lendemain du Pay-Per-View, un hommage est rendu à Hart lors d'une édition spéciale de Raw is War à St.Louis qui est ainsi renommé par la WWF, Raw is Owen. Lors de ce show, toutes les storylines et rivalités sont arrêtés l'espace d'une soirée, et les catcheurs ont le choix de catcher ou non. Le show est composé d'interviews et de témoignages de la part de ses collègues catcheurs et de vidéos montrant les plus grands moments de sa carrière dans le catch professionnel.
Les obsèques d'Owen Hart ont lieu le 31 mai 1999, à Calgary, Alberta au Canada, en présence des membres de sa famille, des amis et près de 300 catcheurs qui le connaissaient. Après les funérailles, Hart est incinéré dans le Calgary's Queens Park Cemetery plus tard dans la journée. Trois semaines après le show, la famille Hart intente un procès à la WWF pour avoir causé la mort d'Owen, affirmant que le système du harnais était défectueux. Après un procès qui dure un an et demi, un accord est trouvé le 2 novembre 2000, quand la WWF accepte de verser la somme de 18 millions de dollars à la famille Hart,,. Le système du harnais qui fut une preuve dans le procès est alors rejeté du procès à la suite de l'accord trouvé,.
Après Over the Edge, The Rock entame une rivalité avec le Champion de la WWF, The Undertaker. La rivalité se développe pour atteindre son point culminant au King of the Ring, l'ancien pay-per-view du mois de juin à la WWF, après que The Rock a défait l'Undertaker et Triple H dans un Triple Threat Match, pour remporter une opportunité pour la ceinture de la WWF contre l'Undertaker. Mais au King of The Ring, l'Undertaker défait The Rock et garde son titre. Après que Steve Austin a perdu son titre de la WWF, il engage une rivalité contre Shane et Vince McMahon en représailles de leur interférence durant son match à Over the Edge. Voulant humilier Austin, Vince et Shane programment un match entre Austin et The Undertaker pour le titre de la WWF le 28 juin, match qu'Austin remporte, en même temps que le WWF Championship. Et finalement, la WWF programme une rivalité entre Austin, Mankind et Triple H pour le titre WWF, qui conduit à un match à Summerslam, le pay-per-view du mois d'août. Et c'est ainsi que Mankind remporte le titre WWF.

## Réception
Vince McMahon et la World Wrestling Federation ont reçu de dures critiques pour avoir mis en scène la cascade et permis au show de continuer après l'accident d’Owen Hart. Dans sa colonne hebdomadaire pour le Calgary Sun — un journal important dans la ville d'origine de Hart — du 31 mai 1999, Bret Hart a rendu responsable McMahon pour la mort de son frère. Il « s'est demandé si c'était vraiment nécessaire » et déclare, « Honte à toi, Vince McMahon ». Il déclare aussi que l'hommage « puait le manque de respect », en déclarant: « Oui, le soi-disant hommage où après coup les lutteurs se prennent l'entrejambe en disant : 'Tu crains !' Ça me rend malade. » D'autres membres de la famille Hart ont aussi accusé McMahon de la mort d'Owen, disant que cet accident est « la conséquence inévitable d'une obsession de part de marché et de revenus ». Venu à Calgary pour les funérailles d'Owen, le catcheur Hulk Hogan a déclaré : « J'espère que quelque chose de bon viendra. Le catch est devenu… trop au sommet ». En référence à McMahon, il ajoute, "J'espère qu'il a appris de cet horrible accident". Ralph Klein, Premier ministre de l'Alberta à l'époque, a exprimé l'espoir que la mort de Hart mène à des changements dans le catch, ajoutant, « Peut-être les fédérations vont repenser leurs gimmicks » .
Le pigiste du Calgary Sun Eric Francis a qualifié la décision de McMahon de continuer le spectacle de « fou, irrespectueux et d'erreur. Mais qu'espérer d'autre de la WWF ? ». Il ajoute, « s'il y a une justice dans ce monde, McMahon paiera cher ce que son organisation a fait pour faire souffrir les Hart ». Certains fans se sont énervés contre la décision de continuer le show. Un homme, qui a quitté la salle en apprenant la mort de Hart, déclare, « C'était écœurant… Pour des enfants de voir ça, pour appeler ça du divertissement familial, pour eux de continuer comme si de rien n'était, c'est triste ». Martha Hart, l'épouse d'Owen, refuse de critiquer McMahon publiquement dans l'immédiat pour la mort de son mari. Elle dit que McMahon « devra absolument être présent » aux funérailles. Elle déclare aussi, « Je suis une personne très prête à pardonner et je ne suis pas amère ou en colère, mais il y aura un jour des comptes à rendre ». En commentaire à la décision de la WWF de continuer le show après la mort de son mari, Martha ajoute, « Après qu'il a perdu son combat pour la vie, ils l'ont juste ramassé et annoncé le prochain match. Où est l'humanité ? Aurait-il voulu que le spectacle continue ? Absolument pas ».
La WWF a reçu quelque soutien parmi ceux qui pensent que la compagnie a fait le bon choix en continuant le spectacle. Vince Russo, scénariste de la WCW à l'époque, note le fait que Brian Pillman, ami de la famille Hart et catcheur lui-même, mourut peu avant le pay-per-view Badd Blood: In Your House dans lequel il était programmé en 1997. Après avoir appris la mort de Pillman, Hart est venu faire son match lors du show. Russo déclare que cela montre que « la nuit où il mourut je suis sûr qu'Owen aurait voulu la même chose ». Vince McMahon refuse de commenter la mort de Hart jusqu'à ce que suffisamment de temps soit passé. Quand on lui demande s'il se sent responsable pour l'accident, il rétorque, « J'ai beaucoup à dire et je le dirai. Je vous le promets. Mais ce n'est pas le moment pour ça… Donnez-moi quelques jours. Donnez-moi jusqu'à la fin de la semaine. Là on parlera. » Le lendemain de Over the Edge, la WWF publie un message dans le Calgary Sun, disant, « Nous avons peu d'informations sur les raisons et ne saurons pas avant qu'une enquête soit menée. Nous sommes tous choqués, et dire qu'Owen nous manquera est trop court pour décrire totalement ce qu'il représentait ». Bien que le WWF n'a aucune information, ils ajoutent que « Nos pensées et nos prières vont à toute la famille Hart. Nous devons être forts pour Owen ; il était un être extraordinaire et un artiste accompli et il sait que le plus bel hommage que nous puissions offrir est de continuer le divertissement des fans qu'il aimait tant ».